# Nordan (musikalbum)
Nordan är ett musikalbum av Lena Willemark och Ale Möller, utgivet 1994 av skivbolaget ECM Records. Albumet är duons första möte med varandra men de har senare spelat tillsammans i olika sammanhang, bland annat i folkmusikgruppen Frifot tillsammans med Per Gudmundson (som också medverkar på skivan).

## Låtlista
Alla låtar är traditionella om inget annat anges.
1. "Trilo" – 1:15
2. "Kom Helge Ande" – 3:06
3. "Gullharpan" – 6:33
4. "Mannelig" – 4:35
5. "Polska efter Roligs Per" – 3:00
6. "Hornlåt" – 2:12
7. "Sven i Rosengård" – 5:39
8. "S:t Göran och Draken" – 6:14
9. "Tacker Herranom / Mats Hansu polskan" – 4:06
10. "Knut Hauling" – 5:51
11. "Polska efter Jonas Olle" – 3:02
12. "Svanegångare / Sven Svanehvit" (Ale Möller/Trad.) – 6:49
13. "Jemsken" – 1:51
14. "Båtsman / Turklåten" – 3:28
15. "Vallsvit" (Ale Möller) – 4:57
16. "Drömspår – Efterspel" (Ale Möller) – 1:51

Total tid: 65:07
- Arrangemang:
- Mats Edén, Per Gudmundson (11)
- Ale Möller (1-4, 7, 9, 10, 12b, 14)
- Ale Möller, Manfred Eicher (8)
- Ale Möller, Per Gudmundson (5, 6)
- Ale Möller, Lena Willemark (13)

## Medverkande
- Ale Möller — mandola, flöjt, folkharpa, skalmeja, kohorn, hackbräde, dragspel
- Lena Willemark — sång, fiol
- Palle Danielsson — kontrabas
- Mats Edén — fiol, kantele
- Per Gudmundson — fiol, säckpipa
- Tina Johansson — percussion
- Jonas Knutsson — saxofon, percussion
- Björn Tollin — percussion